# Borda del Rei (la Pobleta de Bellveí)
La Borda del Rei és una borda del terme municipal de la Torre de Cabdella, a l'antic terme de la Pobleta de Bellveí, al Pallars Jussà.
Està situada a prop i al nord de la Pobleta de Bellveí, al costat de ponent de la carretera L-503, a l'esquerra del Flamisell.